# Ашада (Сан-Мигел)
Ашада (порт. Achada) — район (фрегезия) в Португалии, входит в округ Азорские острова. Расположен на острове Сан-Мигел. Является составной частью муниципалитета Нордеште. Население составляет 436 человека на 2011 год. Занимает площадь 11,89 км².